# Ниязымбетов, Адильбек Сабитович
Адильбек Сабитович Ниязымбетов (каз. Әділбек Сәбитұлы Ниязымбетов; род. 19 мая 1989 года, Нукус, Каракалпакская АССР) — казахский боксёр-любитель, серебряный призёр чемпионата мира 2011 и 2013 года, чемпион-2013 и вице-чемпион-2015 Азии, чемпион Летних Азиатских игр 2014 года, серебряный призёр Олимпийских игр 2012 года и Олимпийских игр 2016 года. Заслуженный мастер спорта Республики Казахстан.

## Биография
Боксом занимается с 2000 года. Тренер — Марат Исагалиевич Джакиев. Выступает за «Динамо» и Мангистаускую область. Имеет звание — лейтенант полиции.
В декабре 2007 года выиграл молодежный чемпионат Азии по боксу, проходивший в Алматы. В весе до 64 кг нокаутами победил соперников в полуфинале и финале.
В ноябре 2008 года 19-летний боксёр из Актау произвёл сенсацию — выиграл звание чемпиона Казахстана в Таразе в весе 69 кг и был признан лучшим боксёром чемпионата.
На чемпионате мира 2011 года в Баку выступил уже в весе до 81 кг. В финале 22-летний Адильбек по очкам уступил кубинцу Хулио Сесар Ла Крусу. За эту медаль вице-чемпион мира, добывший и лицензию на Олимпиаду-2012, получил двухкомнатную квартиру в городе Актау и автомобиль марки Chevrolet Cruze казахстанской сборки от тогдашнего акима Мангистауской области Крымбека Кушербаева.
На Олимпиаде-2012 в Лондоне в полуфинале, в бою с украинцем Александром Гвоздиком, при равном счете 13-13 судьи отдали предпочтение Адильбеку. Но в финале в такой же ситуации при счете 15-15 судьи отдали преимущество россиянину Егору Мехонцеву. За серебряную медаль Олимпиады Адильбек получил орден Курмет (Почёт) от президента Казахстана Назарбаева.
В 2013 году стал вице-чемпионом Азии Аммане (Иордания), а на чемпионате мира в Алматы (Казахстан) дома опять проиграл в финале по очкам кубинцу Хулио Сесар Ла Крусу.
В 2014 году, будучи знаменосцем Казахстана на открытии Игр, наконец выиграл Летние Азиатские игры в Инчхоне (Южная Корея), одолев в финале хозяина ринга корейца Ким Хьюн Ку.
В 2015 году стал чемпионом Азии в Бангкоке (Таиланд), победив в финале двукратного чемпиона Азии и двукратного чемпиона Азиатских игр узбека Эльшода Расулова.
На Олимпиаде-2016 в Рио-де-Жанейро вновь завоевал серебряную медаль, опять уступив в финале тому же кубинцу Хулио Сесар Ла Крусу. Теперь двукратному вице-чемпиону Олимпийских игр президент Назарбаев вручил орден Орден «Барыс» 2 степени, а аким Мангистауской области Алик Айдарбаев подарил боксёру и его тренеру Марату Джакиеву новые внедорожники «Тоyota». В июне 2017 года новый аким Мангистауской области Ералы Тугжанов согласно правительственному положению о призёрах Олимпийских Игр вручил вице-чемпиону ключи от двухкомнатной квартиры в городе Актау, в одном из самых престижных жилых комплексов города Green Park.
В январе 2017 года Ниязымбетов был избран капитаном сборной Казахстана по боксу.
В декабре 2017 года вновь, как 9 лет назад, стал чемпионом Казахстана.

## Семья
Отец — Сабит Ниетбаевич, мама — Райхан Тургынбаевна, брат — Батырбек, младшие сестры — Кумар, Асем .

## Награды
- Орден Курмет (2012)
  -     - Орде
      - Орден «Барыс» 2 степени из рук президента РК (2016)
- Медаль «За вклад в развитие международного сотрудничества» (МВД РК) (2016)
- Лауреат государственной премии «Дарын» (2016)[13]
- Почётный гражданин Мангистауской области (2018)[14]

## Интересный факт
- Адильбека Ниязымбетова до 12 лет в семье называли Адокой. В декабре 2016 года управление спорта Мангистау представило в Актау коллекцию детской спортивной одежды Adoka, названную в честь именитого боксёра. Дизайнеры использовали мотивы казахских национальных орнаментов[15].